# 620 г. пр.н.е.

## Събития

### В Азия

#### В Асирия
- Цар на Асирия е Синшаришкун (627 – 612 или 623 – 612 г. пр.н.е.).
- В периода 621 – 616 г. пр.н.е. Асирийците водят продължителна борба с непрекъсната смяна на контрола над град Урук във Вавилония, която завършва неуспешно за тях.[1]

#### Във Вавилония
- Набополaсар (626 – 605 г. пр.н.е.) е цар на Вавилония.[2] Той продължава борбата за освобождаването на цяла Вавилония от асирийска власт.
- Град Нипур, който е главна асирийска твърдина във Вавилония, е обсаден от войската на Набополасар.[1]

#### В Мидия
- Киаксар (625 – 585 г. пр.н.е.) е цар на Мидия.[3]

### В Африка

#### В Египет
- Псаметих (664 – 610 г. пр.н.е.) е фараон на Египет.[4][5]

### В Европа
- В Гърция се провеждат 40-тe Олимпийски игри:
  - Победител в дисциплината бягане на разстояние един стадий става Олинтей от Лакония, което втора негова победа след тази през 628 г. пр.н.е..[6]
  - Хипостен от Лакония, който печели състезанието по борба за момчета през 632 г. пр.н.е. и това за мъже през 624 г. пр.н.е., отново става шампион по борба за мъже. Този свой успех той повтаря и в следващите три олимпийски игри.[6]

## Родени
- Алкей,[7] древногръцки лирически поет (умрял ок. 560 г. пр.н.е.)